# WTA Gold Coast
Das WTA Gold Coast (offiziell: Mondial Australian Women’s Hardcourts) war ein Damen-Tennisturnier der WTA, das in Gold Coast, Australien, ausgetragen wurde.
Nachfolger des Turniers ist das WTA-Turnier in Brisbane.

## Siegerliste

### Einzel
| Jahr                    | Siegerin          | Finalgegnerin          | Ergebnis       |
| ----------------------- | ----------------- | ---------------------- | -------------- |
| ↓ Kategorie: Tier III ↓ |                   |                        |                |
| 1997                    | Jelena Lichowzewa | Ai Sugiyama            | 3:6, 7:67, 6:3 |
| 1998                    | Ai Sugiyama       | María Vento            | 7:5, 6:0       |
| 1999                    | Patty Schnyder    | Mary Pierce            | 4:6, 7:65, 6:2 |
| 2000                    | Silvija Talaja    | Conchita Martínez      | 6:1, 3:6, 6:0  |
| 2001                    | Justine Henin     | Silvia Farina Elia     | 7:65, 6:4      |
| 2002                    | Venus Williams    | Justine Henin          | 7:5, 6:2       |
| 2003                    | Nathalie Dechy    | Marie-Gaïané Mikaelian | 6:3, 3:6, 6:3  |
| 2004                    | Ai Sugiyama       | Nadja Petrowa          | 1:6, 6:1, 6:4  |
| 2005                    | Patty Schnyder    | Samantha Stosur        | 1:6, 6:3, 7:5  |
| 2006                    | Lucie Šafářová    | Flavia Pennetta        | 6:3, 6:4       |
| 2007                    | Dinara Safina     | Martina Hingis         | 6:3, 3:6, 7:5  |
| 2008                    | Li Na             | Wiktoryja Asaranka     | 4:6, 6:3, 6:4  |

### Doppel
| Jahr                    | Siegerinnen                            | Finalgegnerinnen                       | Ergebnis      |
| ----------------------- | -------------------------------------- | -------------------------------------- | ------------- |
| ↓ Kategorie: Tier III ↓ |                                        |                                        |               |
| 1997                    | Naoko Kijimuta Nana Miyagi             | Ruxandra Dragomir Silvia Farina Elia   | 7:6, 6:1      |
| 1998                    | Jelena Lichowzewa Ai Sugiyama          | Park Sung-hee Wang Shi-ting            | 1:6, 6:3, 6:4 |
| 1999                    | Corina Morariu Larisa Neiland          | Kristine Kunce Irina Spîrlea           | 6:3, 6:3      |
| 2000                    | Julie Halard-Decugis Anna Kurnikowa    | Sabine Appelmans Rita Grande           | 6:3, 6:0      |
| 2001                    | Giulia Casoni Janette Husárová         | Katie Schlukebir Meghann Shaughnessy   | 7:69, 7:5     |
| 2002                    | Justine Henin Meghann Shaughnessy      | Åsa Carlsson Miriam Oremans            | 6:1, 7:66     |
| 2003                    | Swetlana Kusnezowa Martina Navratilova | Nathalie Dechy Emilie Loit             | 6:4, 6:4      |
| 2004                    | Swetlana Kusnezowa Jelena Lichowzewa   | Liezel Huber Magdalena Maleewa         | 6:3, 6:4      |
| 2005                    | Jelena Lichowzewa Magdalena Maleeva    | Maria Elena Camerin Silvia Farina Elia | 6:3, 5:7, 6:1 |
| 2006                    | Dinara Safina Meghann Shaughnessy      | Cara Black Rennae Stubbs               | 6:2, 6:3      |
| 2007                    | Dinara Safina Katarina Srebotnik       | Iveta Benešová Galina Woskobojewa      | 6:3, 6:4      |
| 2008                    | Dinara Safina Ágnes Szávay             | Zi Yan Jie Zheng                       | 6:1, 6:2      |